# (43794) Yabetakemoto
(43794) Yabetakemoto est un astéroïde de la ceinture principale.

## Description
(43794) Yabetakemoto est un astéroïde de la ceinture principale. Il fut découvert le 19 décembre 1990 à Geisei par Tsutomu Seki. Il présente une orbite caractérisée par un demi-grand axe de 2,75 UA, une excentricité de 0,27 et une inclinaison de 13,3° par rapport à l'écliptique.

## Compléments